# Hopliphora superba
Hopliphora superba är en biart som först beskrevs av Adolpho Ducke 1902.  Hopliphora superba ingår i släktet Hopliphora och familjen långtungebin. Inga underarter finns listade i Catalogue of Life.